# موش آند
موش آند (نام علمی: Lenoxus apicalis) نام یک گونه از زیرخانواده سینی‌دندانیان است.

## توضیحات
موش آند یک گونه با اندازهٔ متوسط با طول دمی برابر با طول سر و بدن خود یا بیشتر است. سر این موش دارای پوزه‌ای نسبتاً بلند اما با پایهٔ عریض و گوش‌های کوچک و کم‌مو که نمایانند است. سطح پشتی بدن موش آند، سیاه مایل به خاکستری است که با خاکستری آغشته شده و پهلوهایش خاکستری روشن‌تری دارند